# Foxy Lady (RuPaul)
Foxy Lady è il secondo album di inediti del cantante e drag queen RuPaul pubblicato il 29 ottobre 1996 dalla Rhino Records.

## Tracce
1. "Happy"  (Lorimer, RuPaul, Vission)  - 4:43
2. "Party Train"  (Carrano, RuPaul )  - 3:29
3. "A Little Bit of Love"  (Carrano, RuPaul)  - 3:55
4. "Snapshot"  (Kupper, RuPaul)  - 3:03
5. "Foxy Lady"  (Harry, RuPaul)  - 2:26
6. "R.U. Nasty"  (Martinelli, OHara, RuPaul)  - 4:07
7. "Falling"  (Harry, Martinelli, RuPaul)  - 4:12
8. "Dolores"  (Martinelli, Montilla, RuPaul )  - 4:09
9. "Work That Body"  (Chew, Jabara, Ross)  - 3:42
10. "Celebrate "  (Lorimer, RuPaul, Vission)  - 4:48
11. "Snatched for the Gods"  (Kupper, RuPaul)  - 3:56
12. "If You Were a Woman (And I Was a Man)"  (Child)  - 3:13

## Classifiche
| Classifica (1996) | Posizione raggiunta | Certificazioni | Vendite |
| ----------------- | ------------------- | -------------- | ------- |
| Heatseekers       | 15                  | -              | -       |